# Natalia Poklonskaja

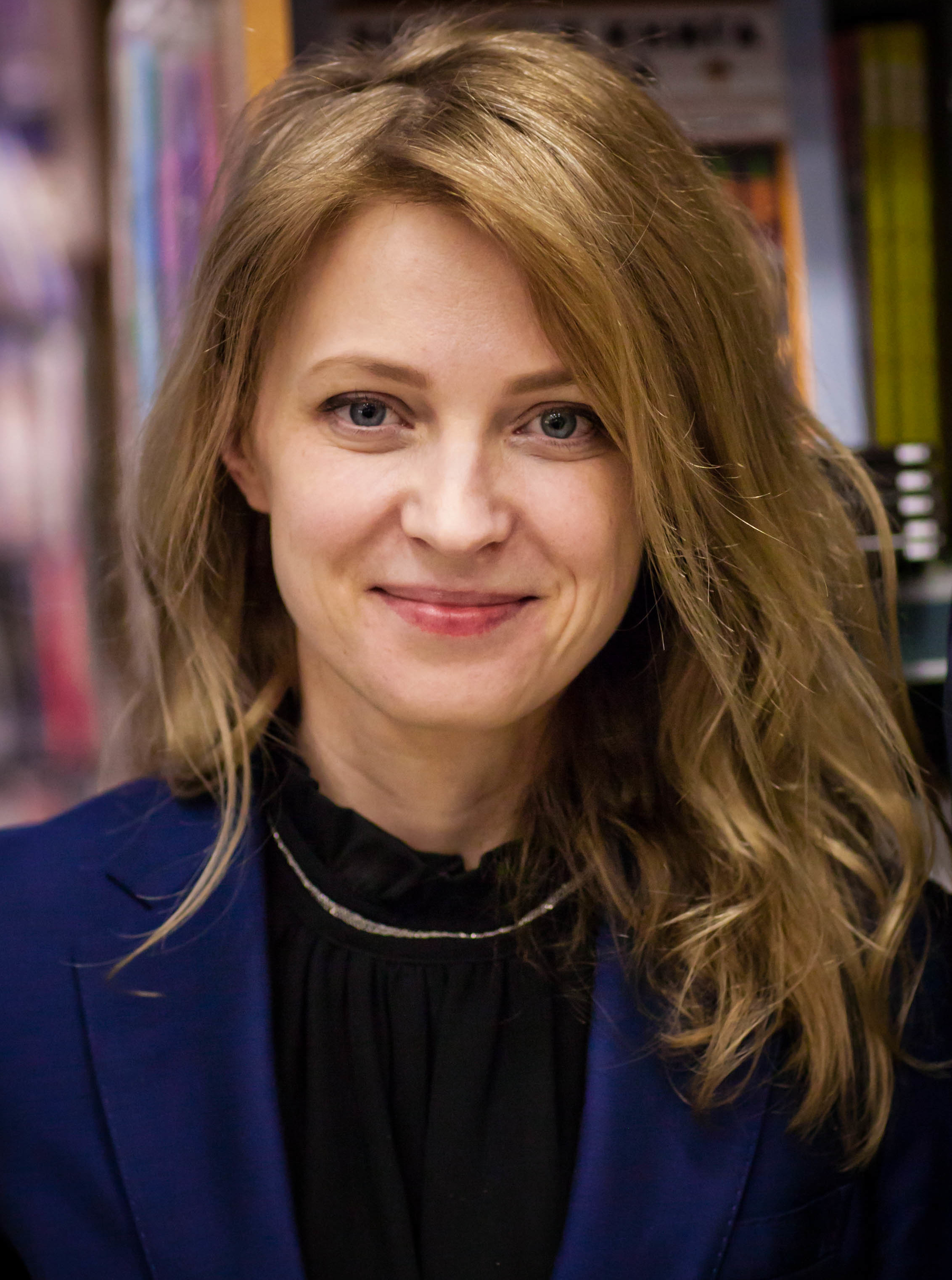
Natalia Poklonskaja

Natalia Vladimirovna Poklonskaja (Russisch: Ната́лья Влади́мировна Покло́нская, Oekraïens: Наталія Володимирівна Поклонська) (Mikhailovka, (Oblast Vorosjilovgrad), 18 maart 1980) is een in Oekraïne geboren Russisch jurist. Sinds 14 juni 2022 is ze adviseur van de Russische procureur-generaal. Van 2014 tot 2016 was ze procureur-generaal van de Krimrepubliek, en van 2016 tot 2021 lid van de Staatsdoema. Daarna was ze kortstondig ambassadeur in Kaapverdië en plaatsvervangend hoofd van Rossotroednitsjestvo.

## Biografie
Poklonskaja is afgestudeerd aan de Universiteit van Binnenlandse Zaken in Jevpatorija, en is daarna in dienst getreden in Simferopol als regionaal procureur voor het Oekraïens Ministerie van Infrastructuur en Milieu. Ze is vervolgens overgeplaatst naar het Oekraïens College van procureurs-generaal in Kiev.
Ze is aangesteld als procureur van de Republiek van de Krim op 25 maart 2014. Ze was aangesteld door Sergej Aksjonov nadat de vorige procureur trouw bleef aan de overheid in Kiev; de positie was naar verluidt verworpen door vier andere mannen voordat Poklonskaja deze aannam. Ze had eerder kritiek geuit over de oppositieprotesten in Oekraïne en beschreef de overheidswisseling in Kiev als een "anticonstitutionele staatsgreep". In reactie hierop is de Oekraïense overheid een strafzaak tegen haar begonnen en heeft haar ontdaan van haar ambtelijke rang als "adviseur van justitie".
De Verenigde Staten hebben haar staan op hun sanctielijst.